# Alfred Tastevin de Nouvel
 (mai 2018).
Alfred Tastevin de Nouvel né Marie Joseph Alfred Tastevin à Lyon (2e arrondissement) le 17 février 1855 et mort à Lyon (7e arrondissement) le 28 décembre 1924 est un avocat et journaliste français. Il fut rédacteur en chef du journal Le Roussillon, publié à Perpignan puis du quotidien Les nouvelles Clichées, publié à Paris, et président du Syndicat des journalistes français.

## Biographie
Alfred Tastevin de Nouvel est issu d'une famille qui possédait un journal bi-hebdomadaire en Normandie, Le Journal de Bolbec et de Lillebonne. Il était descendant d'un peintre et graveur né à Lyon en 1728. 
Il fut rédacteur en chef du journal Le Roussillon, publié à Perpignan, dans lequel il rendit un hommage à l'écrivain et catholique Louis Veuillot à sa mort le 7 avril 1883. En 1893, le succès de son livre Carnet d'un séminariste soldat amène à publier cinq éditions.
Il devient directeur l'année suivante du journal Les nouvelles Clichées, basé au 50 rue de Rennes, puis au 13, rue Hérold avec des ateliers au 129, rue Montmartre, dont Georges Tastevin de Nouvel et Léo Garisson sont administrateurs. Equipé d'un service télégraphique et téléphonique, la publication offre un service quotidien et complet d'informations et de comptes rendus parlementaires, sur 7 colonnes.
Il a été élu président du Syndicat des journalistes français, installé au 11 rue du Pré-aux-Clercs, et vice-président de la Corporation des Publicistes Chrétiens, avant l'arrivée à sa présidence de René Bazin qui le nommait « le loyal serviteur ». Dans les années 1910-1915, à l’instigation du Père Marie-Albert Janvier (1860-1939), prédicateur du Carême de Notre-Dame de 1903 à 1924, et aumônier de la Corporation, le Syndicat des journalistes français le Syndicat des Ecrivains français, présidé par Paul Bourget se rapprochèrent. René Bazin fut élu Président le 18 avril 1915.